# Holochlora celebica
Holochlora celebica är en insektsart som beskrevs av Brunner von Wattenwyl 1878. Holochlora celebica ingår i släktet Holochlora och familjen vårtbitare. Inga underarter finns listade i Catalogue of Life.